# H&G
株式会社H&G (えいちあんどじー、英文社名：H&G Co．，Ltd )は、東京都千代田区の障害者雇用の支援会社。

## 概要
東京江東区亀戸において、企業が障害者雇用を推進するための施設であるサテライトオフィスを運営し、そこに入居している企業の障害者従業員の採用サポートや、そこで就業している障害者従業員の定着支援業務を行っている。
精神科に特化した訪問看護ステーションデライトを運営している株式会社H&Hホールディングスの子会社。

## 沿革
- 2019年1月　東京都千代田区神田小川町に株式会社H&G設立
- 2019年1月　東京都江東区亀戸に企業向けサテライトオフィス施設を開所

## 主な関連会社
- 株式会社H&Hホールディングス
- 株式会社H&H葛飾
- 株式会社H&H大森・蒲田
- 株式会社H&H世田谷
- 株式会社H&H新宿
- 株式会社H&H江東